# Błagodatnoje (rejon kurczatowski)
Błagodatnoje (ros. Благодатное) – wieś (ros. деревня, trb. dieriewnia) w zachodniej Rosji, w sielsowiecie czaplińskim rejonu kurczatowskiego w obwodzie kurskim.

## Geografia
Miejscowość położona jest w dorzeczu rzeki Rieut, 4 km od centrum administracyjnego sielsowietu czaplińskiego Czapli, 12 km od centrum administracyjnego rejonu Kurczatow, 48 km od Kurska.

## Demografia
W 2010 r. miejscowość zamieszkiwało 128 osób.